# ヴィブラム

ヴィブラムのロゴ

ヴィブラム（イタリア語: Vibram）は、イタリアのヴァレーゼ県アルビッツァーテに本拠地を置く靴底メーカー及びそのブランドである。1937年創業。ヴィブラムはビブラムとも表記される。

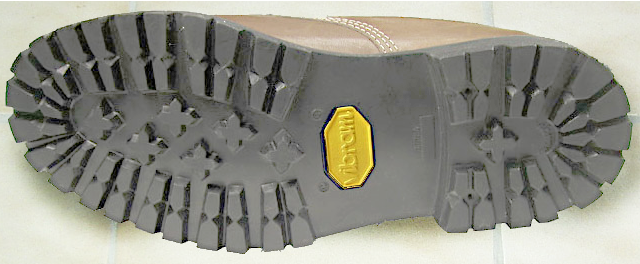
ヴィブラムソール

イタリアの登山家、ジュスト・ジェルバズッティの要望を受け、同じくイタリアの登山家であったエットレ・カスティリオーニとヴィターレ・ブラマーニにより1935年にゴム製の靴底であるヴィブラムソールが考案された。ジェルバズッティは1936年7月にリュシアン・ドビスとともにゼクラン山群（エクラン山群; Massif des Écrins）のエールフロアド西峰北西壁中央柱状岩稜初登攀に実用し、滑りにくさからその後急速に一般化、革製靴底と靴鋲を駆逐した。
第二次世界大戦により登山界の空白があった日本でも槇有恒を隊長とする登山隊の今西壽雄が1956年5月9日マナスルへ初登頂した際に本格的に使用してその優秀さを実感、これを契機にして日本の登山家の間でも広まり、縦走登山だけでなく、EBに代表されるフラット・ソールのクライミングシューズが登場するまで、岩登りでもヴィブラムソールを装着した革製登山靴が万能の登山靴として使用された。